# .tt
.tt este un domeniu de internet de nivel superior, pentru Trinidad-Tobago (ccTLD).